# San Diego Film Critics Society Award per la migliore fotografia
Il San Diego Film Critics Society Award per la migliore fotografia (San Diego Film Critics Society Award for Best Cinematography) è un premio assegnato nell'ambito del San Diego Film Critics Society Awards dal 2000 al direttore della fotografia di una pellicola cinematografica.

## Vincitori e candidati
I vincitori sono indicati in grassetto, a seguire gli altri candidati.

### Anni 2000-2009
- 2000 : John Mathieson - Il gladiatore (Gladiator)
  - Peter Pau - La tigre e il dragone (Wòhǔ Cánglóng)
- 2001 : Roger Deakins - L'uomo che non c'era (The Man Who Wasn't There)
- 2002 : Conrad L. Hall - Era mio padre (Road to Perdition)
- 2003 : Eduardo Serra - La ragazza con l'orecchino di perla (Girl with a Pearl Earring)
- 2004 : Christopher Doyle - Hero (Yīngxióng) (ex aequo) John Mathieson - Il fantasma dell'Opera (The Phantom of the Opera)
- 2005 : Emmanuel Lubezki - The New World - Il nuovo mondo (The New World)
- 2006 : Dick Pope - The Illusionist - L'illusionista (The Illusionist)
- 2007 : Roger Deakins - Non è un paese per vecchi (No Country for Old Men)
  - Robert Elswit - Il petroliere (There Will Be Blood)
- 2008 : Anthony Dod Mantle - The Millionaire (Slumdog Millionaire)
- 2009 : Javier Aguirresarobe - The Road
  - Bruno Delbonnel - The Hurt Locker
  - Robert Richardson - Bastardi senza gloria (Inglourious Basterds)
  - Eduard Grau - A Single Man
  - Hagen Bogdanski - The Young Victoria

### Anni 2010-2019
- 2010 : Wally Pfister - Inception
  - Anthony Dod Mantle e Enrique Chediak - 127 ore (127 Hours)
  - Matthew Libatique - Il cigno nero (Black Swan)
  - Eduardo Serra - Harry Potter e i Doni della Morte - Parte 1 (Harry Potter and the Deathly Hallows - Part 1)
  - Robert Richardson - Shutter Island
- 2011 : Emmanuel Lubezki - The Tree of Life
  - Guillaume Schiffman - The Artist
  - Newton Thomas Sigel - Drive
  - Robert Richardson - Hugo Cabret
  - Adam Stone - Take Shelter
- 2012 Claudio Miranda - Vita di Pi (Life of Pi)
  - Ben Richardson - Re della terra selvaggia (Beasts of the Southern Wild)
  - Robert Richardson - Django Unchained
  - Mihai Malăimare Jr. - The Master
  - Danny Cohen - Les Misérables
- 2013 : Emmanuel Lubezki - To the Wonder
  - Bruno Delbonnel - A proposito di Davis (Inside Llewyn Davis)
  - Emmanuel Lubezki - Gravity
  - Roger Deakins - Prisoners
  - Simon Duggan - Il grande Gatsby (The Great Gatsby)
- 2014 : Robert Elswit - Lo sciacallo - Nightcrawler (Nightcrawler)
  - Fredrik Wenzel - Forza maggiore (Turist)
  - Jeff Cronenweth - L'amore bugiardo - Gone Girl (Gone Girl)
  - Hoyte van Hoytema - Interstellar
  - Roger Deakins - Unbroken
- 2015 : Roger Deakins – Sicario
  - Yves Bélanger – Brooklyn
  - Emmanuel Lubezki – Revenant - Redivivo (The Revenant)
  - John Seale – Mad Max: Fury Road
  - Dariusz Wolski – Sopravvissuto - The Martian (The Martian)
  - Marcell Rév - White God - Sinfonia per Hagen (White God)
- 2016 : Giles Nuttgens – Hell or High Water
  - James Laxton – Moonlight
  - Seamus McGarvey – Animali notturni (Nocturnal Animals)
  - Linus Sandgren – La La Land
  - Bradford Young – Arrival
- 2017 : Hoyte van Hoytema - Dunkirk
  - Ben Richardson - I segreti di Wind River (Wind River)
  - Dan Laustsen - La forma dell'acqua - The Shape of Water (The Shape of Water)
  - Darius Khondji - Civiltà perduta (The Lost City of Z)
  - Roger Deakins - Blade Runner 2049
- 2018 : Bruno Delbonnel - La ballata di Buster Scruggs (The Ballad of Buster Scruggs) (ex aequo) Joshua James Richards - The Rider - Il sogno di un cowboy (The Rider)
  - Alfonso Cuarón - Roma
  - Alexander Dynan - First Reformed - La creazione a rischio (First Reformed)
  - Magnus Nordenhof Jønck - Charley Thompson (Lean on Pete)
- 2019 : Jarin Blaschke – The Lighthouse
  - Roger Deakins – 1917
  - Hoyte van Hoytema – Ad Astra
  - Phedon Papamichael – Le Mans '66 - La grande sfida (Ford v Ferrari)
  - Rodrigo Prieto – The Irishman

### Anni 2020-2029
- 2021 : Joshua James Richards - Nomadland
  - Christopher Blauvelt - First Cow
  - Erik Messerschmidt - Mank
  - Hoyte van Hoytema - Tenet
  - Dariusz Wolski - Notizie dal mondo (News of the World)
- 2022 : Bruno Delbonnel - Macbeth (The Tragedy of Macbeth)
- 2023 : Linus Sandgren - Babylon
- 2024 : Jarin Blaschke - Nosferatu